# Roewe iMax8
Der Roewe iMax8 ist ein Van der zum SAIC-Konzern gehörenden chinesischen Marke Roewe.

## Geschichte
Einen ersten Ausblick auf einen Van stellte der Hersteller im November 2019 auf der Guangzhou Auto Show mit dem Konzeptfahrzeug Roewe Vision-iM Concept vor. Der seriennahe Roewe iM8 Concept wurde im Mai 2020 präsentiert. Das Serienmodell iMax8 auf Basis des Maxus G20 zeigte Roewe schließlich im September 2020 auf der Beijing Auto Show. Einen Monat später kam es in China in den Handel. Als Elektroauto EV wurde die Baureihe im März 2022 vorgestellt. Deren Markteinführung erfolgte im August 2022. Eine überarbeitete Version des Vans kam im März 2023 auf den Markt. Seit November 2024 gibt es die Baureihe auch als Plug-in-Hybrid DMH.

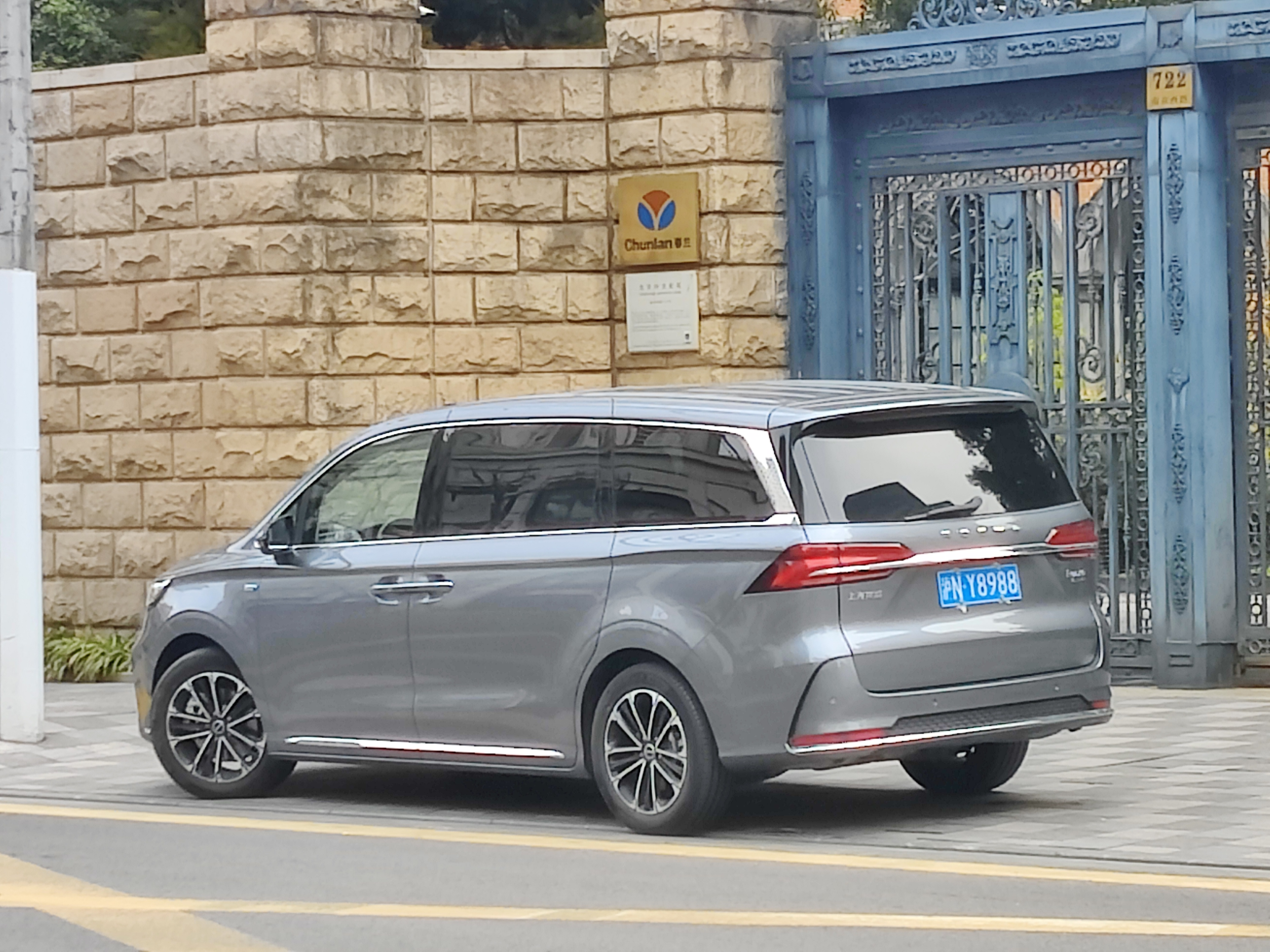
Heckansicht
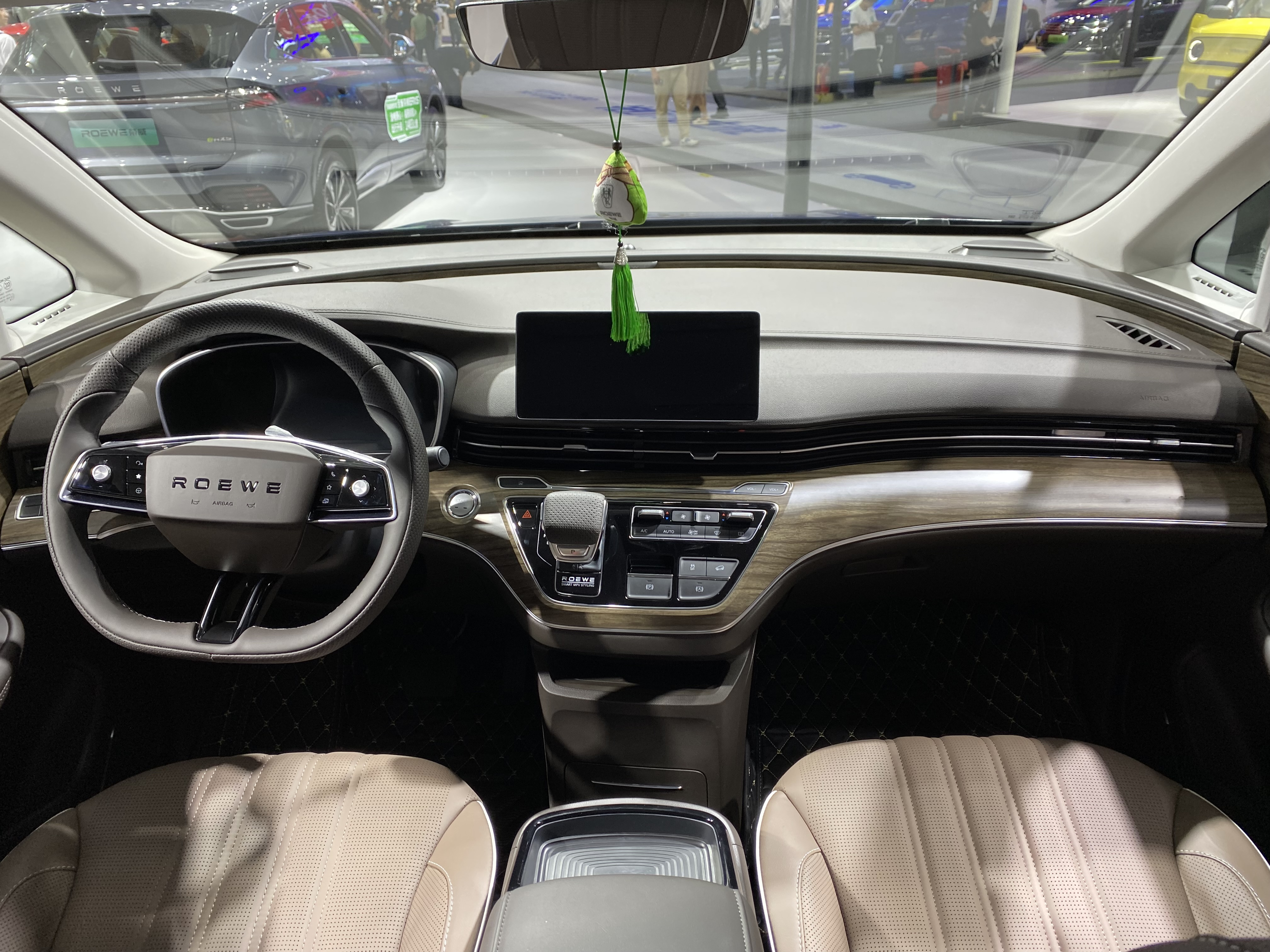
Innenansicht
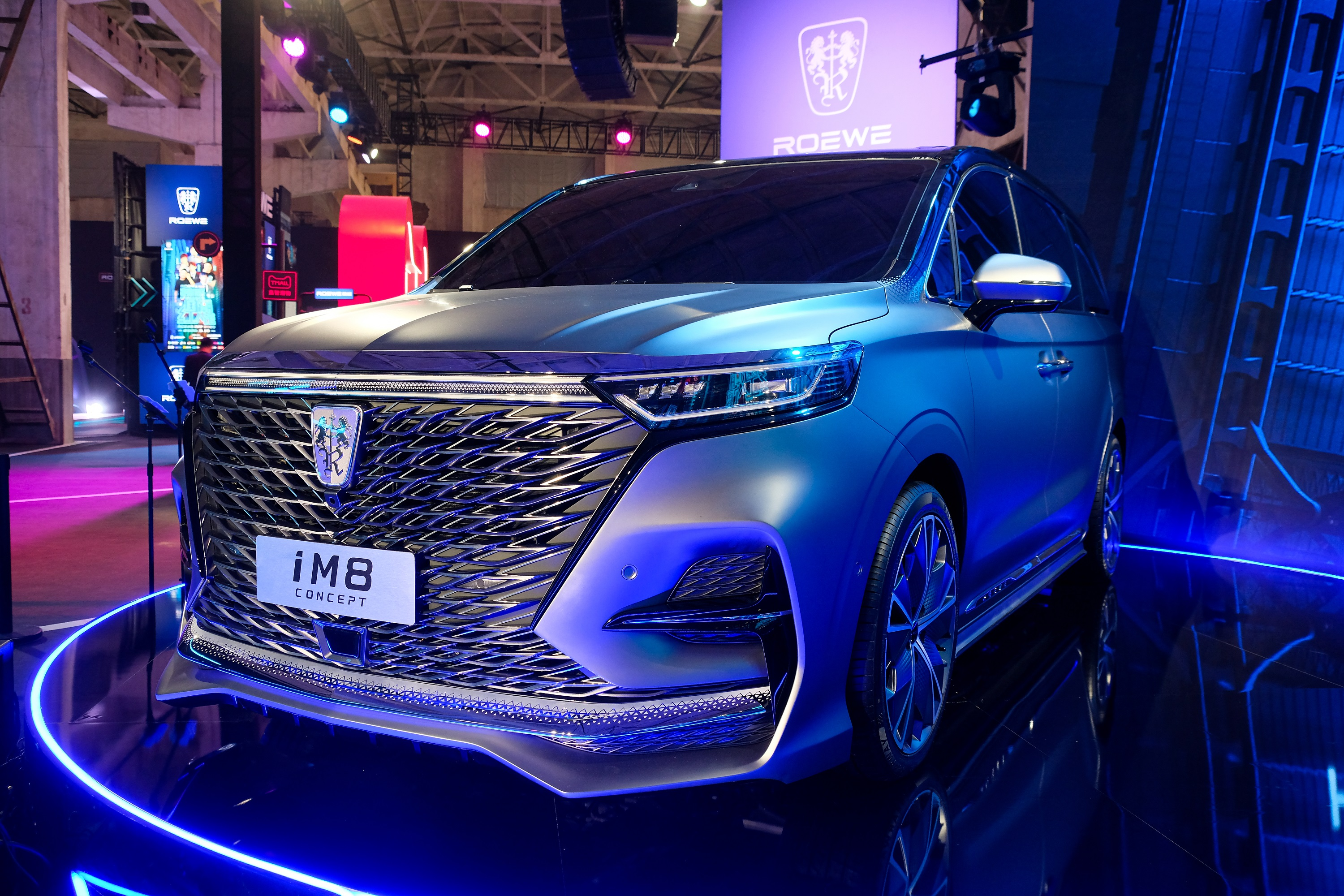
Roewe iM8 Concept

## Technische Daten
Angetrieben wird die Verbrennerversion von einem aufgeladenen Zweiliter-Ottomotor mit 172 kW (234 PS). Sie hat Vorderradantrieb und ein 8-Stufen-Automatikgetriebe von Aisin Seiki.
|                                                      | 400TGI                      | DMH                         | EV                          |
| Bauzeitraum                                          | seit 10/2020                | seit 11/2024                | seit 08/2022                |
| Motorkenndaten                                       |                             |                             |                             |
| Motortyp                                             | R4-Ottomotor                | R4-Ottomotor + Elektromotor | Elektromotor                |
| Motoraufladung                                       | Turbolader                  | Turbolader                  | —                           |
| Hubraum                                              | 1986 cm³                    | 1496 cm³                    | —                           |
| max. Leistung bei min−1                              | 172 kW (234 PS) / 5000–5500 | 176 kW (239 PS) / 2000–4000 | 180 kW (245 PS)             |
| max. Drehmoment bei min−1                            | 360 Nm / 1500–4000          | 390 Nm / 5500               | 350 Nm                      |
| Kraftübertragung                                     |                             |                             |                             |
| Antrieb, serienmäßig                                 | Vorderradantrieb            | Vorderradantrieb            | Vorderradantrieb            |
| Getriebe, serienmäßig                                | 8-Stufen-Automatikgetriebe  | 1-Stufen-Hybridgetriebe     | 1-Stufen-Reduktionsgetriebe |
| Messwerte                                            |                             |                             |                             |
| Höchstgeschwindigkeit                                | 200 km/h                    | 175 km/h                    | 180 km/h                    |
| Beschleunigung, 0–100 km/h                           | 9,3 s                       | k. A.                       | k. A.                       |
| Kraftstoff-/Energieverbrauch auf 100 km (kombiniert) | 8,4 l Super                 | 1,3 l Super + 19,1 kWh      | 16,7–17,3 kWh               |
| Tankinhalt                                           | 70 l                        | 66 l                        | —                           |
| elektrische Reichweite (CLTC)                        | —                           | 135 km                      | 550–570 km                  |
| Abgasnorm                                            | China VI                    | China VI                    | —                           |